# Gods
GODS (Dioses en inglés) es un videojuego de 1991 creado por The Bitmap Brothers (en español Los Hermanos del Mapa de Bits) donde el jugador, situado en la era de la Antigua Grecia, se lanza como Hércules en su demanda para lograr la inmortalidad. El juego se diseñó primero para computadoras como Amiga y Atari ST, Luego se porteó a otras plataformas como: DOS, Mega Drive y SNES. Al igual que otros juegos de The Bitmap Brothers, Gods fue muy alabado por los críticos gracias a la calidad de los gráficos (VGA) y su música.
La IA (inteligencia artificial) enemiga fue muy alabada, no sólo porque se adaptaría a la posición del jugador, sino que también a su habilidad. Por ejemplo, algunos cuartos contienen objetos inaccesibles salvo para los "ladrones" más pequeños, los cuales aparecen de un pasaje en la pared, son capaces de agarrar el artículo y devolverlo a otro punto en el cuarto o desaparecen con el. El jugador puede obtener el objeto si le dispara al ladrón en el momento justo. Se obtienen recompensas extra por alcanzar ciertas partes del nivel antes de alcanzar un límite de tiempo, manteniendo un número de vidas, llevando un objeto a un cuarto o simplemente jugando de forma torpe, con lo que el juego ayuda al jugador.
Como era común con The Bitmap Brothers, un músico externo se encargó de la parte del sonido, esta vez fue John Foxx como Nation 12. La ilustración de la caja fue diseñada por el artista de cómics británico Simon Bisley.

## Trama
En la caja original se puede leer:

Una ciudad perdida en la leyenda. Un guerrero invicto en busca de recompensa. Un desafío impuesto por los dioses. Asumiendo el papel de Hércules, en la máxima aventura arcade, debes explorar las profundidades de una antigua ciudad en tu búsqueda del gran premio de la inmortalidad. ¿Tienes lo que se necesita para ser un DIOS?

Según la propia introducción del juego, "cuatro grandiosos guardianes" han invadido y usurpado la ciudadela de los dioses. Los dioses ofrecen a cualquier héroe que pueda tener éxito en retomar la ciudadela un favor. El héroe, que aparece inmediatamente, le pide a los dioses que se le otorgue un lugar entre ellos como un igual. Los dioses se consuelan por la esperanza que el héroe falle y así el héroe parte a hacia la ciudad de las Leyendas.
Después de que el último jefe es derrotado, los dioses cumplen su palabra y la última imagen que se muestra es el cuerpo del héroe se convierte en un ser de luz a medida que asciende al Monte Olimpo.

## Jugabilidad
Aunque al principio GODS podría parecer un Videojuego de plataformas, pronto se hace evidente que se precisan saltos precisos y cronometrados para progresar, haciéndose necesario planificar cada movimiento cuidadosamente para obtener resultados. Existen algunos enigmas y puzles (involucrando a menudo palancas y objetos) que le exigen al jugador que retroceda en el nivel y luego avanzar ya que el inventario tiene solo tres espacios, menos de los necesarios para transportar los objetos exigidos para conseguir bonos, completar un nivel, o avanzar de mundo. Las versiones de consola (sobre todo la conversión a Mega Drive) corrían a una velocidad bastante más elevada, lo que aumentaba el nivel de dificultad notablemente. Se rumorea que existe una versión en Cartucho de Gameboy Advance, pero no está comercialmente disponible. Las versiones de consola no comparten el mismo tema musical de apertura con la versión de PC. Sin embargo, tienen música de fondo a lo largo del juego, algo que se hecha en falta en las versiones de PC (la versión de PC sólo tiene música de fondo a lo largo del juego si posees una tarjeta de sonido Roland LAPC-1).
Hay varias armas disponibles en los niveles que también puedes comprar, pudiéndose utilizar tres simultáneamente. También es posible variar el enfoque de las armas: para destruir a más enemigos al mismo nivel horizontal que el jugador, es aconsejable un ángulo pequeño; pero en niveles con espacios abiertos y enemigos en lugares altos, un ángulo más grande podría ser más útil. Hay también armas Especiales, como hachas saltarinas que pueden utilizarse para atacar a los enemigos a un nivel más bajo o como bolas de fuego que atraviesan a los enemigos generando un daño masivo. 

Hay cuatro niveles, cada uno con un Guardián Jefe al final. Después de completar un nivel, el jugador encuentra a un comerciante, y dependiendo de la riqueza acumulada durante el juego (cogiendo joyas, diamantes o bolsas) se pueden comprar armas más poderosas o artículos (Xenón 2 Megablast usa la misma idea).

## Desarrollo
Como era común en The Bitmap Brothers, un músico externo se encargó de la banda sonora del juego. La ilustración de la portada fue diseñada por el artista británico de cómics Simon Bisley. Los gráficos fueron diseñados usando la aplicación SpriteFX. Se planearon versiones para Nintendo DS y PC Engine Super CD-ROM, pero nunca se lanzaron.

### Equipo
- Mike Montgomery: Director y Diseñador Gráfico, Mike Montgomery fue el director del proyecto y uno de los fundadores de The Bitmap Brothers. Su principal responsabilidad fue la creación de los gráficos isométricos del juego y la dirección del diseño visual general. Su visión artística marcó el estilo único del juego y le dio su aspecto visual distintivo.

- Stewart Gilray: Programador Principal, fue el programador principal del juego y uno de los miembros clave en el desarrollo técnico de GODS. Se encargó de la programación del motor del juego, asegurando que la jugabilidad fuera fluida y que el juego funcionara correctamente en las diversas plataformas.

- Eric Matthews: Diseñador y Programador, fue uno de los diseñadores y programadores del juego. Su contribución fue esencial en la creación de la lógica del juego y en la implementación de las mecánicas. Matthews también ayudó en la programación para garantizar que GODS pudiera ejecutarse correctamente en las plataformas de la época.

- Mark Coleman: Programador, fue otro de los programadores importantes en el desarrollo de GODS, y su contribución se centró en optimizar el código para mejorar el rendimiento del juego en las distintas plataformas. Su trabajo ayudó a garantizar que el juego se ejecutara correctamente en sistemas con hardware limitado.

- Steve Tall: Artista Gráfico, fue el encargado de diseñar los gráficos del juego, incluyendo los fondos, los personajes y los elementos visuales. Su trabajo en la creación de los entornos y las animaciones fue crucial para lograr la atmósfera visual y dinámica de GODS.

- Phillip Williams: Artista Gráfico, colaboró en el diseño gráfico del juego, ayudando en la creación de los gráficos 2D y en la elaboración de los personajes y escenarios. Su trabajo complementó el de otros artistas y ayudó a dar coherencia visual al mundo del juego.

- Richard Joseph fue el compositor principal de la banda sonora de GODS, creando las icónicas melodías electrónicas y ambientales que se convirtieron en una parte esencial de la experiencia del juego. Su trabajo destacó por establecer una atmósfera envolvente y épica, mejorando significativamente la inmersión del jugador. Además, colaboró con Nation 12, liderado por John Foxx, para incorporar elementos modernos y únicos en la música.

- David Whittaker: Compositor, compuso la música de GODS en las versiones adaptadas para plataformas específicas, como Commodore 64 y NES. Su habilidad para ajustar y optimizar las composiciones permitió que el juego mantuviera su calidad sonora en sistemas más limitados.

- John Foxx: Colaborador en Efectos Sonoros, el líder de la banda Ultravox y miembro de Nation 12, fue responsable de diseñar algunos de los efectos sonoros y de colaborar en la creación de la atmósfera electrónica del juego. Aunque no fue el compositor principal, su influencia en el sonido de GODS se hizo notar, particularmente en la ambientación.

- Simon Bisley: Artista Conceptual, famoso por su trabajo en cómics, fue el responsable de diseñar algunos de los conceptos visuales clave de los personajes, enemigos y escenarios del juego. Su estilo detallado y dramático fue fundamental para dar vida a los dioses y monstruos mitológicos que habitan el mundo de GODS.

### Tecnologías Utilizadas
El desarrollo de GODS comenzó en diciembre de 1989, con Steve Tall a cargo de la programación y Mark Coleman en los gráficos. Durante los primeros cuatro meses, se dedicaron a crear editores especializados que facilitarían tanto GODS como futuros proyectos, como Magic Pockets.
- The Intelligent Alien Editor: Permitía asignar objetivos primarios y secundarios a cada adversario, controlando variables como velocidad, frecuencia de disparo y capacidad de monitoreo del entorno. Por ejemplo, un enemigo podía ser programado para patrullar una habitación y, bajo ciertas condiciones, atacar al jugador.

- The Alien Attack Wave Editor: Definía los patrones de ataque de criaturas no inteligentes, caracterizadas por su previsibilidad y facilidad para ser derrotadas. En contraste, las criaturas inteligentes adaptaban sus rutas de ataque para minimizar el riesgo de ser alcanzadas por el jugador.

- The Map Editor: Facilitaba la construcción de los detallados fondos del juego mediante bloques predefinidos, que podían ser designados como paredes o plataformas. Además, permitía la colocación de "Puntos de Evento", que desencadenaban acciones específicas al ser activados por el jugador.

- The Problem/Object Editor: Hacía posible la creación de acertijos que se activaban bajo una, dos o incluso tres condiciones, como alcanzar una puntuación determinada, portar un objeto específico o estar en una ubicación particular. Esta flexibilidad permitía, por ejemplo, establecer trampas adicionales si el jugador mostraba un alto rendimiento, o bonificaciones si su desempeño era bajo.

Estas herramientas contribuyeron significativamente a la jugabilidad dinámica y adaptativa de GODS, ofreciendo una experiencia que respondía de manera inteligente a las acciones del jugador. GODS fue desarrollado con la tecnología disponible para las plataformas de la época, lo que incluía limitaciones de hardware pero también ofrecía oportunidades para la innovación.
- Gráficos Isométricos en 2D: El uso de gráficos isométricos fue una de las características más innovadoras del juego. Esta técnica permitió a GODS tener una apariencia visual tridimensional, a pesar de que era un juego en 2D. Los entornos y personajes fueron diseñados para parecer más realistas y detallados, lo que proporcionó una experiencia visual única para los jugadores. Los gráficos del juego fueron diseñados utilizando la aplicación SpriteFX, lo que permitió a los desarrolladores crear las detalladas y distintivas imágenes que caracterizan al juego.

- Lenguaje de Programación: El juego fue desarrollado principalmente utilizando C y Assembly. C se utilizó para la programación lógica y de mecánicas, mientras que Assembly se usó para la optimización del rendimiento, especialmente en las plataformas de MS-DOS, que tenían limitaciones en cuanto a potencia de procesamiento y memoria.

- Tarjetas de Sonido: En términos de audio, GODS utilizó las tarjetas de sonido AdLib y Sound Blaster, que eran comunes en la época de los videojuegos en MS-DOS. Estas tarjetas permitieron a The Bitmap Brothers crear una banda sonora digitalizada y efectos de sonido de alta calidad para la época.

### Renegade Software
Renegade Software fue una compañía encargada de la distribución de GODS en ciertas regiones, principalmente en el Reino Unido. Aunque no participó directamente en el desarrollo del juego, trabajó en estrecha colaboración con The Bitmap Brothers para asegurar que el título llegara al mercado europeo en plataformas como MS-DOS, Amiga y Atari ST. Su rol consistió en gestionar la comercialización y distribución del juego, facilitando su presencia en tiendas y aumentando su visibilidad en la región. La colaboración entre Renegade Software y The Bitmap Brothers fue crucial para el éxito y la expansión del juego en diversas plataformas.

## Recepción
Computer Gaming World en 1992 lo nombró uno de los cuatro mejores juegos de acción del año por "Acción arcade rápida y furiosa [y] suficiente exploración y resolución de puzzles, como para elevarlo por encima del típico juego de acción." 

## Remastered
Una versión remasterizada del juego, Gods Remastered, fue desarrollada por Robot Riot Games y lanzada el 4 de diciembre de 2018 para Microsoft Windows. Ahora se ha anunciado para Xbox y Steam, que se lanzará en diciembre de 2019, seguido de Nintendo Switch y PS4, con el 29 de marzo de 2020 como la fecha de lanzamiento para las dos plataformas.

## Créditos
Gráfica Adicional: Eric Matthews 

Gráfica Adicional: Mark Coleman 

Gráfica Adicional: Phillip Williams 

Diseño: Eric Matthews 

Diseño: Steve Tall 

Gráfica: Mark Coleman 

Original Coding: Steve Tall 

Música Original: John Foxx 

Conversión a Sega: Gary J. Foreman 

Sonido de Sega: Jason Page 

Programación Adicional: Mike Montgomery 

## Trucos
En Algunas versiones de PC, o DOS.
En la Sección PassWord Escribe:

SORCERY = Energía Ilimitada.

Consola SEGA:

NASHWAN = Avanza al Nivel 2

COYOTE = Avanza al Nivel 3

FOXX = Avanza al Nivel 4

## Curiosidades
- Herramienta de Copia de Discos: GODS incluía una herramienta exclusiva de copiado de discos, conocida como Gods Disk 2 Copier. Este programa permitía a los usuarios realizar copias de seguridad del disco 2 del juego. La inclusión de esta herramienta tenía un propósito práctico: evitar posibles contratiempos con el disco original, ya que el juego escribía automáticamente las contraseñas (otorgadas al finalizar cada nivel) en el disco 2. Por esta razón, se recomendaba activamente realizar y utilizar una copia de respaldo en lugar del disco original. El programa de copiado se encontraba en el disco 2 de GODS.
- Banda sonora: La canción principal utilizada en GODS se titula 'Into The Wonderful', interpretada por Nation XII. Fue publicada en 1990 por Rhythm King Music. La colaboración entre The Bitmap Brothers y Nation XII también se repitió en el juego Speedball 2 - Brutal Deluxe. A lo largo de los años, ha circulado el rumor de que Nation XII compuso música para un tercer juego de otro desarrollador, aunque esto nunca ha sido confirmado.
- Demo: La demo jugable Gods: The 4 A.M. Mix apareció en el disco de portada del número 21 de la revista ST Format, publicado en abril de 1991. Además de GODS, el disco incluía los juegos Moonshine Racers y Animaster. La demo de GODS presentaba un nivel único y completo, utilizando algunos de los enemigos y acertijos de la versión completa, pero con giros sutiles. El objetivo en la demo era devolver tres objetos sagrados a una cripta, con los objetos distribuidos a lo largo del nivel. A medida que el jugador avanzaba, aparecían pistas para ayudar a terminar el nivel.
- Promociones Privadas - Under Wraps: Con el lanzamiento de GODS, The Bitmap Brothers también aprovecharon la oportunidad para promocionar futuros trabajos que estaban en desarrollo. Sin embargo, no lo hicieron de manera convencional. Tomaron la decisión poco común de esconder anuncios de futuros lanzamientos dentro del propio código del juego. En ambos discos de GODS se puede encontrar el siguiente mensaje sobre los juegos Magic Pockets y Cadaver the Payoff:

"Nu Coming soon... Magic Pockets and Cadaver the Payoff. .. Coming soon... Magic Pockets and Cadaver the Payoff. Coming soon... Magic Pockets and Cadaver the Payoff. Coming soon... Magic Pockets and Cadaver the Payoff. Coming soon... Magic Pockets and Cadaver the Payoff. Coming soon... Magic Pockets and Cadaver the Payoff. Coming soon... Magic Pockets and Cadaver the Payoff. ......"

## Críticas
Algunos premios para el juego incluyen:
- Datormagazin Smash Hit (97%) de la Revista Sueca Datormagazin[4]

- CU Super Star (93%) en la revista CU Amiga[5]

- CVG Hit (93%) en la revista Computer + Video Games[6]

- Zero Hero (90%) en la revista Zero[7]

- 90% En Amiga Computing[8]

- Amiga Format Gold (90%) en Amiga Format[9]

- The One (93%) en la revista The One[10]

El juego fue revisado en 1993 en la revista Dragon #189 por Patricia, Hartley, Kirk, Lesser en la columna "The Role of Computers". Los analistas le dieron al juego de 4 de 5 estrellas.